# ماریا کیارا جانتا
ماریا کیارا جانِتا (ایتالیایی: Maria Chiara Giannetta؛ زادهٔ ۲۰ مهٔ ۱۹۹۲) بازیگر اهل ایتالیا است. او در رشته بازیگری در شهرهای  فوجا و رم تحصیل کرده است.
از فیلم‌ها یا برنامه‌های تلویزیونی که وی در آن نقش داشته است، می‌توان به پدر ماتئو اشاره کرد.